# Automatska meteorološka postaja
Automatska meteorološka postaja provodi mjerenja glavnih meteoroloških pojava (elemenata), stalno (kontinuirano) ih zapisuju na magnetske zapise i javljaju radijskim ili žičanim putem sabirnim središtima. Pomorske postaje na kopnu i brodovima provode program sinoptičkih postaja s težištem opažanja stanja mora. Automatske postaje na moru, na usidrenim ili pokretnim plutačama, javljaju ne samo meteorološke već i oceanografske podatke (visinu valova, temperaturu mora, morske struje i drugo).

## Objašnjenje
Automatska meteorološka postaja služi za mjerenje osnovnih meteoroloških pojava (elemenata) na teško pristupačnim i nenaseljenim mjestima, na zračnim lukama, nuklearnim elektranama i plutačama kao automatski telemetrijski sustavi (daljinsko mjerenje). 
Automatske meteorološke postaje sada se grade u modularnom sustavu tako da se nizom mjernih osjetnika (senzora) za glavne meteorološke pojave (vjetar, temperatura, vlaga i tlak zraka, zračenje, podnica oblaka, vidljivost, ukupno ili globalno zračenje, vodostaj, temperatura tla i površine vode) pomoću uređaja za obradu signala, kontrolnih jedinica i mikroprocesora neposredno dobivaju izmjerene vrijednosti i iz njih izvedene veličine. Ti se podaci, u obliku signala standardnog oblika ili kodiranih signala (kodirani meteorološki izvještaji), prenose radijem ili telefonskim linijama u centralnu jedinicu, i to ili na poziv ili kontinuirano, a najčešće u određenim vremenskim razmacima. Za pogon automatskih stanica služe sklop baterija ili akumulatora, električna struja iz gradske mreže ili generator s pogonom na vjetar (vjetroagregat). 
Na automatskoj meteorološkoj postaje podaci mjerenja najčešće se bilježe na samome mjestu na magnetske zapise i javljaju radijskim ili žičanim putem sabirnim središtima. Ovi se zapisi kasnije obrađuju za posebne namjene i istraživačke svrhe, ali gdje je god moguće postavljaju se i klasična pisala na papirnu traku. U nuklearnim centralama senzori su postavljeni na mjerni toranj ili stup visine i 200 do 300 metara, na kojem se na različitim visinama mjeri temperatura, vlaga, vjetar i različite druge meteorološke pojave. 
Automatske meteorološke postaje postavljaju se na morima na plutače. One mjere, uz osnovne meteorološke pojave, i temperaturu mora, morske struje, visinu valova i njihov period. U sinoptičkim terminima ove stanice predaju radijem podatke kopnenim stanicama direktno ili preko umjetnog satelita. 
Rad automatskih meteoroloških postaja koje su daleko od naseljenih mjesta veoma je težak. Pored osnovnog problema napajanja stanice energijom, rad često otežavaju teški klimatski uvjeti i nemogućnost da se odmah uklone kvarovi na uređajima. Zahtjevi za takvim stanicama su sve veći ne samo u polarnim predjelima i na oceanima već i u razvijenim zemljama, gdje je zbog pomanjkanja osoblja sve teže održavati i obične stanice. U Švicarskoj već postoji mreža automatskih meteoroloških postaja. Više desetaka takvih stanica je u pogonu na Grenlandu, u Švedskoj i u drugim zemljama i na morima, a ubrzani razvoj elektronike doprinijet će daljem povećanju njihova broja.